# Аналіз сечі за Нечипоренком
Аналіз сечі за Нечипоренком, також проба Нечипоренка — метод аналізу сечі, який вперше запропонував білоруський лікар і вчений українського походження Олександр Нечипоренко. В Україні є найпоширенішим методом кількісного визначення формених елементів у сечі.

## Загальний опис
Мета аналізу полягає у виявленні запального процесу в сечовій системі та визначенні кількості формених елементів — лейкоцитів, еритроцитів — в одиниці об'єму (зазвичай в 1 мл).
У нормі припустимі наступні показники:
- Лейкоцити — до 2000 в 1 мл;
- Еритроцити — до 1000 в 1 мл;
- Циліндри — до 20 в 1 мл.

Завдяки відносній простоті та високій інформативності цей метод набув широкого поширення в СРСР. Його використовують для діагностики різних запальних процесів сечовивідної системи (цистит, пієлонефрит), виявлення крові в сечі (гематурія) і циліндрурії.
Для дослідження необхідно взяти суху чисту банку і зібрати середню порцію ранкової сечі, попередньо ретельно промивши зовнішні статеві органи. Зібрати мінімум 15—20 мл сечі.

## Процедура аналізу
Аналіз проводять за такою процедурою:
1. Зібрану в посуд сечу перемішують.
2. 10 мл сечі відливають у градуйовану пробірку.
3. Пробірку центрифугують 3 хвилини при 3500 обертів на хвилину.
4. Верхній шар сечі акуратно відбирають піпеткою, в пробірці залишають 1 мл сечі з осадом.
5. Осад добре перемішують і ним заповнюють камеру Горяєва, камеру Фукса-Розенталя або камеру Бюркера .
6. У всій сітці камери підраховують число формених елементів — лейкоцитів, еритроцитів і циліндрів — і перераховують на 1 мм3 осаду сечі.
7. Проводять підрахунок за формулою N = x(1000/V), де N — число лейкоцитів, еритроцитів або циліндрів в 1 мл сечі; x — число підрахованих лейкоцитів, еритроцитів або циліндрів в 1 мм3 (1 мкл) осаду сечі, а V — кількість сечі, взятої для дослідження.